# Pont de l’Estarell

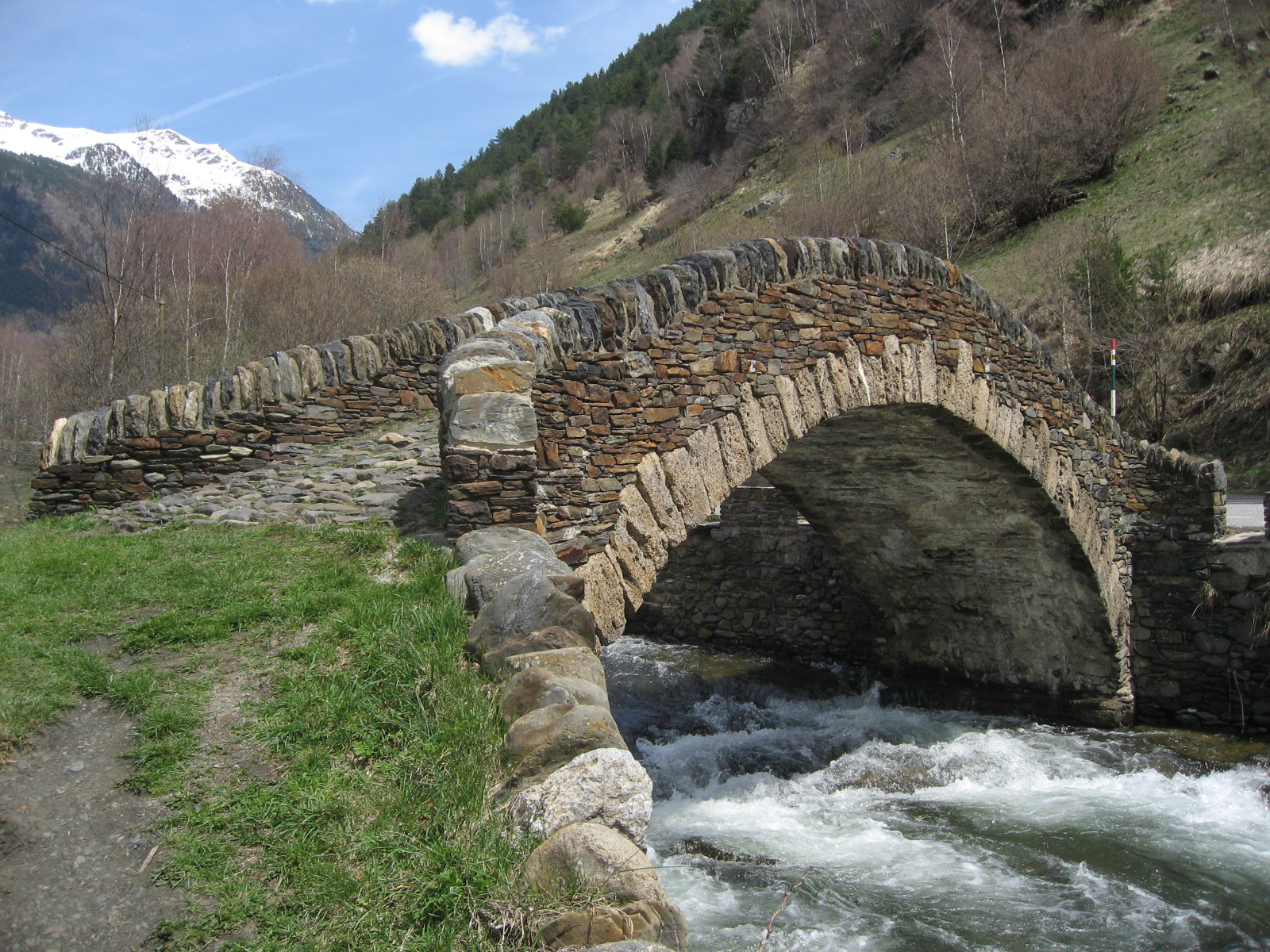
Pont de l’Estarell

Der Pont de l’Estarell (auch bekannt als Pont d’Ordino) ist eine romanische Brücke in der Gemeinde Ordino im Fürstentum Andorra.
Die Brücke überspannt mit einem Bogen aus Naturstein den Fluss Valira del Nord. Sie war früher die einzige Straßenverbindung zwischen den Städten Ordino und dem zur Gemeinde gehörenden Dorf El Serrat. 1980 wurde die im 15. Jahrhundert erbaute Brücke wegen des Baus einer modernen Straße an ihren jetzigen, etwas weiter nördlich gelegenen Platz versetzt, restauriert und für den normalen Straßenverkehr gesperrt.
Das Bauwerk ist auf Grundlage des Gesetzes über das kulturelle Erbe Andorras (Llei del patrimoni cultural d’Andorra) vom 12. Juni 2003 als Denkmal geschützt.